# 보츠와나의 코로나19 범유행
다음은 보츠와나의 코로나19 범유행 현황에 대한 설명이다.

## 배경
세계보건기구(WHO)는 12일 2019년 12월 31일 처음 WHO의 주목을 받았던 중화인민공화국 후베이성 우한시의 한 집단에서 신종 코로나바이러스가 호흡기 질환의 원인임을 확인했다. 이 군단은 처음에 우한화난수산물도매시장과 연결되어 있었다. 그러나 실험실 확정 결과가 나온 그 첫 사례들 중 일부는 시장과 연관성이 없었고, 전염병의 근원은 알려져 있지 않다.
2003년 사스와 달리 COVID-19의 경우 치명률은 훨씬 낮았지만, 총 사망자 수가 상당할 정도로 감염 경로는 훨씬 더 컸다. COVID-19는 전형적으로 약 7일 정도의 독감과 유사한 증상을 보이며, 그 후 일부 사람들은 병원에 입원해야 하는 바이러스성 폐렴의 증상으로 발전한다. 3월 19일부터 COVID-19는 더 이상 "높은 결과 감염병"으로 분류되지 않았다.

## 연혁
3월 30일, 전국에서 처음 발생한 3건의 사례가 확인되었다. 3월 25일, COVID-19를 가지고 있는 것으로 의심되는 78세의 여성이 라모츠와에서 사망했다. 그녀가 죽은 지 며칠 후, 결과는 보츠와나에서 발생한 네 번째 COVID-19 사례가 되었다. 소그웨인 BTV 부사장은 이날 생방송에서 "추적팀이 고인과 접촉한 14명을 추가로 수습했으며 이들을 대상으로 테스트가 진행됐다"고 밝혔다. 결과는 4월 1일 현재 보류 중이다.

## 예방
예방 조치로 정부는 50명 이상의 집회와 고위험국 사람들의 출입을 금지했다. 3월 24일, 정부는 국경이 폐쇄될 것이라고 발표했다. 보츠와나 시민들은 귀환할 수 있지만 14일 동안 격리되어야 한다. 그러나, 사람들이 공식적인 국경 통과를 피함으로써 짐바브웨에서 불법적으로 보츠와나에 들어갈 수도 있다는 우려가 있다.
이 대유행과 여행 규제는 2014년 이후 보츠와나의 첫 코끼리 사냥 시즌을 방해하고, 다이아몬드 산업에 영향을 주었다.
3월 31일 보츠와나에서 모크위치 마시시 대통령은 연설을 하고 COVID-19 전염병이 야기하는 위험을 해결하기 위해 적절하고 엄격한 조치를 취하기 위해 국가 비상사태를 선포했다. 대통령은 21일간의 국가 비상사태가 유행병을 퇴치하기 위해 필요한 조치를 취하기에는 충분하지 않을 것이라고 말했다. 국가 비상사태는 2020년 4월 2일 목요일 00:00 GMT+2부터 2020년 4월 30일 목요일 00:00 GMT+2까지 시행된다.

## 같이 보기
- 아프리카의 코로나19 범유행
- 나라별 코로나19 범유행
- 세계보건기구
- 코로나19 경기후퇴
- SARS-CoV-2 오미크론 변이